# Streator
Streator település az Amerikai Egyesült Államok Illinois államában, LaSalle megyében. Lakosainak száma 12 500 fő (2020. április 1.).

## Közlekedés
A települést érinti az Amtrak egyik távolsági vasúti járata is, a Southwest Chief.

## Népesség
| Lakosok száma | 14 190 | 13 710 | 12 500 |
|               | 2000   | 2010   | 2020   |